# Notobothrus longilamellatus
Notobothrus longilamellatus är en tvåvingeart som beskrevs av Octave Parent 1931. Notobothrus longilamellatus ingår i släktet Notobothrus och familjen styltflugor.
Artens utbredningsområde är Peru. Inga underarter finns listade i Catalogue of Life.